# Richard Goode
Pour les articles homonymes, voir Goode.
Richard Goode (né le 1er juin 1943 à New York) est un pianiste américain, particulièrement reconnu pour ses interprétations des œuvres de Beethoven et de la musique de chambre.

## Biographie
Il a étudié le piano au Mannes School of Music, un conservatoire new-yorkais avec Elvira Szigeti, Claude Frank et Nadia Reisenberg, puis à l'institut Curtis avec Rudolf Serkin et Mieczysław Horszowski. Il a remporté de nombreux prix, parmi lesquels le premier prix du concours international de piano Clara Haskil en 1973 et le prix Avery Fisher en 1980.
Il a également enregistré un grand nombre d'œuvres, parmi lesquelles les concertos de Mozart en compagnie de l'Orpheus Chamber Orchestra et la musique de Schubert, Schumann, Brahms et Bach. Il fut également le premier pianiste américain à enregistrer l'intégrale des sonates de Beethoven. Il se produit régulièrement dans les salles les plus prestigieuses du monde en compagnie d'orchestres très réputés. Il est, avec Mitsuko Uchida, l'un des codirecteurs artistiques de l'école de musique et du festival de la ville de Marlboro (Vermont). Il a créé des pièces écrites pour lui par Carlo Chavez, George Perle et Robert Helps, entre autres. Il a notamment compté Dawn Upshaw, Richard Stoltzman et Alexander Schneider parmi ses partenaires de musique de chambre. Goode est marié à la violoniste Marcia Weinfeld.
Un portrait littéraire de Richard Goode est esquissé dans le livre Quintet, Five Journeys toward Musical Fulfillment de David Blum.